# Kollektivisering
Kollektivisering innebär att överföra produktionsmedel till gemensamt eller allmänt ägande. Oftast överförs de till en stat och man talar då om förstatligande, men de kan även överföras till mindre områden (kommunalisering). Produktionsmedlen kan även överföras till kooperativ som när Sovjetunionen överförde den mesta jordbruksmarken till kolchoser. 
Beslut om kollektivisering sker vanligen i offentligrättslig ordning genom ett beslut av regering eller annan behörig myndighet och eventuellt efter föregående lagstiftning. Villkoren för kollektiviseringen kan vara mer eller mindre fördelaktiga för den tidigare innehavaren om den aktuella nyttigheten, jämför expropriering. Kollektiviseringen kan även ske i privaträttslig ordning genom till exempel köp. I samhälleligt oreglerade situationer som krig och revolution kan såväl kollektivisering som privatisering förekomma.
Föremål för kollektivisering har i Sverige varit - i större eller mindre omfattning - bland annat naturtillgångar, industrier och andra företag, kommunikationer, vatten och avlopp, vård och omsorg liksom utbildning. Tillverkningen och försäljningen av alkoholdrycker har reglerats på olika sätt.